# マチルデ・マルケージ

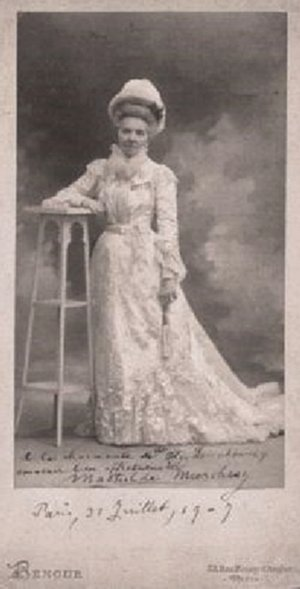
マチルデ・マルケージ

マチルデ・マルケージ（Mathilde Marchesi、1821年3月24日 - 1913年11月17日）は、ドイツのメゾソプラノ歌手。声楽家。作曲家。

## 経歴
1821年にドイツ・フランクフルト・アム・マインで生まれる。1844年にオペラ歌手としてデビューを果たす。1852年にイタリアのバリトン歌手・サルバトーレ・マルケージと結婚。パリやウィーンで声楽の教室を営んだ。
1913年にイギリス・ロンドンで没する。